# Тоннель Куинс — Мидтаун
Тоннель Куи́нс — Мидта́ун — подводный автомобильный тоннель между Манхэттеном и Куинсом, проходящий под проливом Ист-Ривер.
Въезды в тоннель расположены на 36-й улице Манхэттена и на магистрали Куинс-Мидтаун-Экспрессуэй в Лонг-Айленд-Сити. Тоннель разделён на две секции, в каждой из которых имеется по две полосы движения. Протяжённость тоннеля составляет без малого 2 км. Воздух в тоннеле полностью обновляется автоматически контролируемыми вентиляционными шахтами по обеим его сторонам каждые полторы минуты.
Первоначально градостроитель Роберт Мозес предложил построить на этом месте мост, который стал бы частью автомагистрали между севером штата Нью-Джерси и Лонг-Айлендом. Его стоимость оценивалась в 77 млн $ (около 1,3 млрд $ по курсу 2014 года). Однако против его строительства выступили местные профсоюзы и компании, опасавшиеся вынужденного перемещения из экономически успешного квартала. Вместо моста было решено проложить тоннель за вдвое большую сумму. Его проект был разработан архитектором норвежского происхождения Оле Сингстадом. Церемония закладки тоннеля была проведена 2 октября 1936 года с участием президента Рузвельта. В его строительстве применялись передовые для того времени технологии, что позволило проложить тоннель всего за четыре года. 15 ноября 1940 года состоялось торжественное открытие. Тоннель стал третьим автомобильным тоннелем, ведущим на Манхэттен, из четырёх. С 1998 по 2004 год в нём велись реконструкционные работы, в рамках которых был укреплён потолок, улучшены освещение и противопожарная защита.
Тоннель закрывается на один день весной каждый год, чтобы слоны из Цирка Барнума и братьев Ринглинг могли беспрепятственно дойти до Мэдисон-сквер-гардена.
Тоннель фигурирует в фильме «Люди в чёрном» (1997) в сцене, где автомобиль агентов ЛВЧ на огромной скорости едет по его потолку крышей вниз.
- Въезд со стороны Манхэттена
- Движение в сторону Куинса
- Контрольные посты со стороны Куинса